# 松本秀樹
松本 秀樹（まつもと ひでき、1974年11月15日 - ）は、日本の男性お笑いタレント、グッドドッグライフプランナー。大阪NSC12期生。

## 経歴
大阪府大阪市大正区出身。大阪工業大学高等学校（現在の常翔学園高等学校）出身。
1993年に吉本総合芸能学院に12期生として入学。卒業後は谷村信友とコンビ「ジャラキック」として活動するが、早々と解散。
1995年に「ザ・銀河」というコンビで活動していた早瀬勝夫と新たにコンビ「マ/ヒ」を結成。2年後の1997年にコンビ名を「北北西に進路を取れ」に改名と同時に上京し、浅井企画に移籍するが2002年に解散。
フジテレビ系のトーク番組『ごきげんよう』の前説も担当していた（2007年9月に卒業）。
2000年10月からスタートした、テレビ東京系のバラエティ番組『ペット大集合!ポチたま』の1コーナー「まさお君が行く!!ポチたまペットの旅」の旅人に抜擢され、"初代旅犬"であったまさお君（ラブラドール・レトリバー）と全国47都道府県全てを回り、6年間続けてきた。また台湾への海外遠征も体験した。まさお君引退後は息子であるだいすけ君が二代目・旅犬として、松本と共に日本中を旅した。2012年6月から三代目・旅犬まさはる君がパートナー。
番組出演がきっかけとなり、愛玩動物に関する知識を深めている。また、人間と犬がより良い関係で社会生活が送れるよう尽力するため、「松本秀樹のNatural Dog Style」というクラブを主宰している。動物に関する講演会や、動物と触れ合うコミュニケーションの場を提供するイベントの主催・ゲスト、新聞や雑誌への寄稿など活躍の場を広げている。また動物番組以外にもバラエティ番組に出演している。
2011年3月11日に発生した東日本大震災に伴い、被災した地域で困難な状況に遭遇したペットたちを一匹でも多く捜索・救出・保護すべく、動物保護団体やボランティアと連携し尽力した。
2018年8月11日、7月末に第一子となる女児が生まれたことをブログで報告した。
2019年12月8日、YouTubeにチャンネルを開設。『松本秀樹のいぬTuber』と冠し、人間とペットがより一層共生しやすい社会になるよう、これまで培ってきた知識や経験を分かりやすく動画にして配信する。2020年1月6日より本格始動。
2020年7月1日、浅井企画を退所して個人事務所『株式会社まつもとひでき』を設立、代表取締役に就任した。
2021年3月22日、第二子となる男児が誕生したことを自身のブログ及びSNSを通じて報告した。

## 人物
- 身長166cm、体重54kg。
- 血液型はA型。
- 阪神タイガースファン。
- 蕎麦などさまざまなアレルギーがある。タバコも吸わない。
- 2019年12月現在までに取得した資格・免許は以下の通りである。本人は今後も勉強を続け、動物に関する知識を増やし、社会に貢献できるようになりたいと語っている。
  - NPO法人動物看護士協会認定 ドッグアドバイザー
  - 動物愛護福祉協会認定 愛玩動物救命士
  - 社団法人日本愛玩動物協会認定 愛玩動物飼養管理士1級
  - 東京都認定免許 動物取扱主任者
  - ホリスティックケア・カウンセラー
  - 小動物飼養販売管理士
  - 日本防災士機構認定防災士
  - 犬と住まいるコーディネーター

なお、本人のより詳しい経歴は公式ホームページに掲載されている。

## 出演

### テレビ
- ペット大集合!ポチたま（2000年10月 - 2010年3月、テレビ東京）
  - だいすけ君が行く!!ポチたま新ペットの旅（2010年4月 - 2012年2月、テレビ東京・BSジャパン）
  - ポチたまペットの旅（2012年3月 - 6月、テレビ東京・BSジャパン）
  - まさはる君が行く!!ポチたまペットの旅（2012年6月 - 2016年3月、テレビ東京・BSジャパン）
  - まさはる君が行く!ポチたまペット大集合（2016年4月 - 2019年3月、テレビ東京・BSジャパン）

### ラジオ
- 松本秀樹のGoodLife=DogLife（2011年4月9日 - 2013年3月22日、ニッポン放送）

### ネット番組
- 松本秀樹のうれみみチャンネル（2013年4月26日 - 、YouTube）
- 松本秀樹のいぬTuber（2019年12月8日 - 、YouTube）

### 映画
- 犬飼さんちの犬（2011年6月25日公開）
- LOVE まさお君が行く!（2012年6月23日公開） ※友情出演。なお、松本を演じた俳優は香取慎吾

## 書籍
- クッチから（2008年5月19日、オークラ出版、ISBN 978-4775511985） - 絵本
- 犬と暮らす幸せな日々（2008年7月16日、ベストセラーズ、ISBN 978-4584130889） - エッセイ

## CD
- 笑顔のうた（2010年12月22日、日本コロムビア） - 「だいすけ君と松本君」名義
- ポチポチポチッと☆あいのうた（2012年6月20日、日本コロムビア） - 「ハル&チッチ歌族featuring松本君」名義

※笑顔のうたのセルフカバー